# Bononia docet

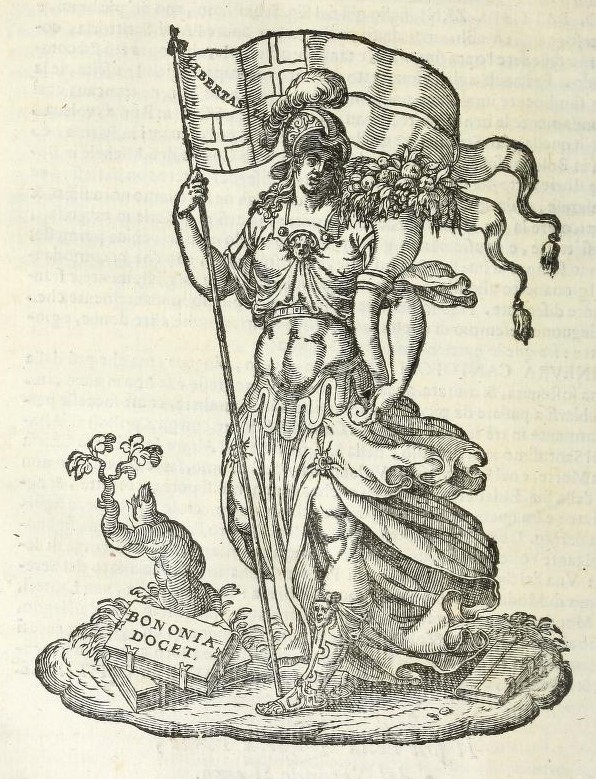
Cartiglio Bononia Docet dal Felsina pittrice di Carlo Cesare Malvasia (1678)

Bononia docet (in italiano, alla lettera: Bologna insegna) è una locuzione latina che si riferisce al ruolo della città nel fenomeno di fioritura delle università medievali tra XI e XII secolo.
Fondata nel 1088 da Irnerio, l'Università di Bologna era la più antica e la più importante di tutta Europa ed era meta di studenti da ogni dove  che vi giungevano per studiarvi Diritto e altre discipline, pagando di tasca propria i professori.